# Pohronský Ruskov
Pohronský Ruskov és un poble i municipi d'Eslovàquia que es troba a la regió de Nitra, al sud-oest del país. La primera menció escrita de la vila es remunta al 1269.

## Demografia
| Godina             | 1994 | 2004   | 2014   | 2024   |
| ------------------ | ---- | ------ | ------ | ------ |
| Nombre de persones | 1384 | 1258   | 1286   | 1170   |
| Diferència         |      | −9,10% | +2,22% | −9,02% |

| Godina             | 2023 | 2024   |
| ------------------ | ---- | ------ |
| Nombre de persones | 1185 | 1170   |
| Diferència         |      | −1,26% |